# Oracle Challenger Series – New Haven
Oracle Challenger Series – New Haven – męski turniej tenisowy rangi ATP Challenger Tour i kobiecy kategorii WTA 125K Series. Rozgrywany na kortach twardych w amerykańskim New Haven od 2019 roku.

## Mecze finałowe

### Gra pojedyncza mężczyzn
| Rok  | Zwycięzca  | Finalista    | Wynik    |
| 2019 | Tommy Paul | Marcos Giron | 6:3, 6:3 |

### Gra podwójna mężczyzn
| Rok  | Zwycięzcy                         | Finaliści                  | Wynik    |
| 2019 | Robert Galloway Nathaniel Lammons | Sander Gillé Joran Vliegen | 7:5, 6:4 |

### Gra pojedyncza kobiet
| Rok  | Zwyciężczyni  | Finalistka            | Wynik    |
| 2019 | Anna Blinkowa | Usue Maitane Arconada | 6:4, 6:2 |

### Gra podwójna kobiet
| Rok  | Zwyciężczynie                     | Finalistki                       | Wynik          |
| 2019 | Anna Blinkowa Oksana Kalasznikowa | Usue Maitane Arconada Jamie Loeb | 6:2, 4:6, 10–4 |